# Територія Бельфор
Територія Бельфор (фр. Territoire de Belfort) — невеликий департамент на сході Франції, один із департаментів регіону Бургундія-Франш-Конте.
Порядковий номер 90. Адміністративний центр — Бельфор. Населення 137,4 тис. чоловік (95-е місце серед департаментів, дані 1999 р.).

## Географія
Площа території 609 км². Департамент включає 1 округ, 15 кантонів і 102 комуни.

## Історія
Територія Бельфор була створена 1922 року з частини Ельзасу. У період з 1871 по 1918 роки це була єдина область Ельзасу, що залишалася у складі Франції.